# Zygalski-Lochblätter

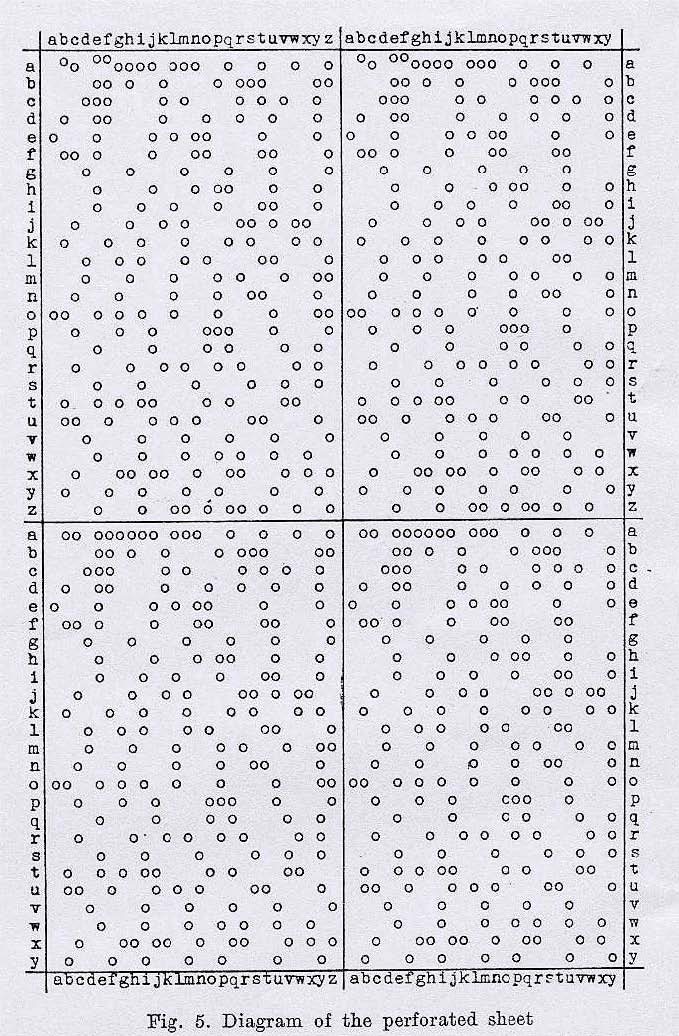
Zygalski-Lochblätter dienten zur Ermittlung des Enigma-Schlüssels

Die Zygalski-Lochblätter (auch: Zygalski-Lochkarten oder Zygalski-Blätter; auf Englisch: Zygalski sheets, perforated sheets oder mit dem deutschen Fremdwort kurz als „Netz“ bezeichnet; im polnischen Original: Płachta Zygalskiego) waren ein durch den polnischen Kryptoanalytiker Henryk Zygalski im Jahr 1938 ersonnenes kryptanalytisches Hilfsmittel. Sie dienten in den Jahren 1938 bis 1940 zur Entzifferung deutscher Funksprüche, die mithilfe der Rotor-Schlüsselmaschine Enigma verschlüsselt waren. Voraussetzung für ihre Funktionsweise war der deutsche Verfahrensfehler der Spruchschlüsselverdopplung, den die polnischen Codeknacker mit den Zygalski-Blättern ausnutzen konnten, um die Walzenlage und den Spruchschlüssel der Enigma zu erschließen.

## Hintergrund und Vorgeschichte
Zehn Jahre nach Erfindung der Enigma im Jahr 1918 durch Arthur Scherbius entschloss sich die deutsche Reichswehr die Scherbiussche Maschine zunächst versuchsweise einzusetzen. Die damals modernste kommerzielle Version, die Enigma D, war dazu exklusiv für den militärischen Einsatz um eine geheime Zusatzeinrichtung, das Steckerbrett, ergänzt worden. Dies stärkte die kryptographische Sicherheit der Enigma (siehe auch: kryptographische Stärken der Enigma). Die als Enigma I (sprich: „Enigma Eins“) bezeichnete Reichswehr-Maschine verkörperte eines der zu dieser Zeit modernsten und sichersten Verschlüsselungsverfahren der Welt. Während es Franzosen und Briten nicht gelang, in die Verschlüsselung einzubrechen und sie die Enigma als „unknackbar“ einstuften, glückte polnischen Kryptoanalytikern in dem für Deutschland zuständigen Referat BS4 des Biuro Szyfrów (Abkürzung BS; deutsch: „Chiffrenbüro“) bereits im Jahre 1932 der erste Einbruch (siehe auch: Entzifferung der Enigma). Dazu nutzten sie einen schwerwiegenden verfahrenstechnischen Fehler aus, der den Deutschen unterlaufen war, nämlich die Spruchschlüsselverdopplung.

## Spruchschlüsselverdopplung
Ein wesentlicher Teil des Schlüssels der Enigma war der sogenannte „Spruchschlüssel“. Dieser wurde individuell für jeden Funkspruch gewählt, beispielsweise „WIK“ und dem befugten Empfänger geheim mitgeteilt. Vom 15. September 1938 bis zum 30. April 1940 galt dazu die folgende Verfahrensvorschrift: Der Spruchschlüssel wird zweimal hintereinander gestellt, also im Beispiel zu „WIKWIK“ verdoppelt. Dieser so erhaltene verdoppelte Spruchschlüssel wird anschließend verschlüsselt. Dazu werden nacheinander die sechs Buchstaben über die Tastatur der Enigma eingeben und die dabei aufleuchtenden Lampen abgelesen, beispielsweise „BPLBKM“. Dies ist der verdoppelte und verschlüsselte Spruchschlüssel. Er wird vor den eigentlichen Geheimtext gestellt und wie dieser im Morsecode per Funk übertragen.

## Methode

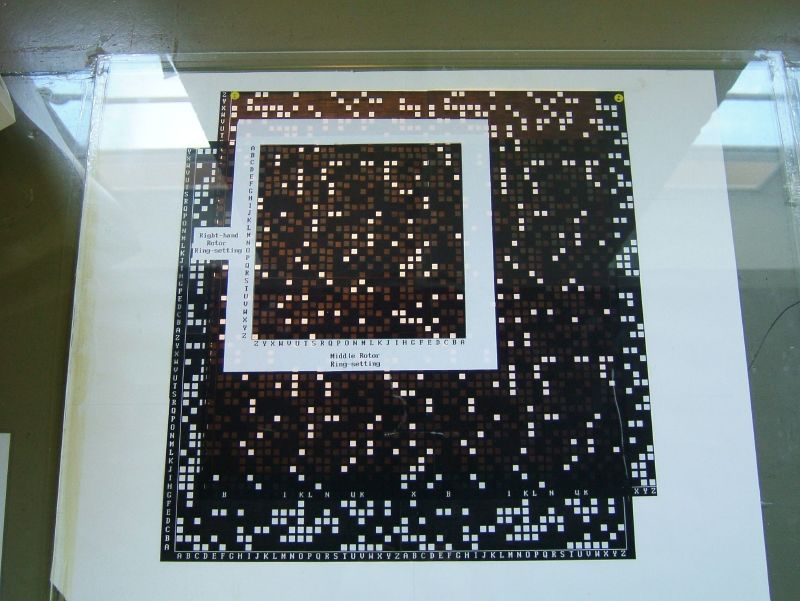
Zwei übereinanderliegende Zygalski sheets auf einem Leuchttisch im Bletchley-Park-Museum

Das Konzept der Zygalski-Lochblätter basiert auf dem deutschen Verfahrensfehler der Spruchschlüsselverdopplung. Die Polen erkannten diesen Fehler und identifizierten die sechs Buchstaben des verdoppelten und verschlüsselten Spruchschlüssels. Sie folgerten daraus, dass der erste und vierte, der zweite und fünfte sowie der dritte und sechste Geheimtextbuchstabe des verschlüsselten Spruchschlüssels (im Beispiel „BPLBKM“) jeweils demselben Klartextbuchstaben zuzuordnen war. Diese wichtige Erkenntnis erlaubte ihnen eine Mustersuche nach dem Buchstabenmuster „123123“.
Dazu sichteten die Polen für die vielen Dutzende, zuweilen mehr als Hundert, abgefangene deutsche Funksprüche eines Tages die verschlüsselten Spruchschlüssel. Dabei suchten sie spezielle, bei denen „zufällig“ der erste und vierte, der zweite und fünfte oder der dritte und sechste Buchstabe des verschlüsselten Spruchschlüssels identisch war. Im obigen Beispiel „BPLBKM“ ist das für den ersten und vierten Buchstaben der Fall. Solche hochwillkommenen Fälle nannten sie „Weibchen“ (polnisch samica oder umgangssprachlich samiczkami), in diesem Fall genauer ein „(1,4)-Weibchen“. Die Codeknacker erkannten, dass solch ein Weibchen nur bei ganz bestimmten Walzenlagen und Walzenstellungen möglich war, hingegen bei den meisten anderen unmöglich.
Henryk Zygalski hatte im Herbst 1938 die Idee, diese Mustersuche nach Weibchen anhand von Lochblättern zu systematisieren und zu vereinfachen. Auf deutscher Seite waren zu dieser Zeit drei Walzen im Einsatz (I, II und III), die entsprechend dem geheimen Tagesschlüssel in täglich wechselnden Reihenfolgen in die Maschine eingelegt wurden. Also gab es sechs (= 3·2·1) unterschiedliche Möglichkeiten für die Walzenlage, die die Polen einzeln überprüfen mussten und von denen eine die richtige war. Außerdem war den Polen die Walzenstellung, also die Anfangsstellung der drei Walzen, unbekannt. Jede der drei Walzen hat 26 mögliche Stellungen. Bei drei Walzen gibt es somit 26³, also 17.576 unterschiedliche Walzenstellungen. Zygalski entschloss sich, jeweils ein Lochblatt für jede der 26 Stellungen der linken Walze zu verwenden. Zusammen mit den sechs Walzenlagen mussten also 6·26 oder 156 Lochblätter hergestellt werden.
Jedes dieser Lochblätter bestand aus einer 26×26-Matrix, in denen die 26 Buchstaben des Alphabets horizontal und vertikal für die mittlere und rechte Walze aufgereiht waren. Dies ergab 26·26 oder 676 Koordinatenschnittpunkte, die für ein bestimmtes Lochblatt exakt eine bestimmte Lage und Stellung der Walzen der Enigma repräsentierten. Falls dafür ein Weibchen auftrat, so wurde es durch ein Loch gekennzeichnet. Alle anderen Stellungen, an denen es nicht auftrat, blieben ungelocht. Die Arbeiten zur Herstellung der Lochblätter waren mühsam und zeitintensiv, denn jedes einzelne Loch wurde manuell mithilfe von Rasierklingen in die Karten geschnitten.
Zur Überprüfung mehrerer Funksprüche, für die man, wie im Beispiel, weitere (1,4)-Weibchen festgestellt hatte, legte man nun weitere Lochblätter über das erste und verschob sie horizontal und vertikal so, wie es den Buchstaben des verschlüsselten Spruchschlüssels entsprach. Aus praktischen Gründen wurde dazu die 26×26-Matrix jedes Lochblatts horizontal und vertikal dupliziert, um so das Verschieben der übereinandergelegten Lochblätter zu ermöglichen und gleichzeitig einen zentralen 26×26-Bereich für alle Lochblätter übereinanderliegend zu erhalten. Dabei genügte es, sich für die duplizierten Matrizen rechts und unterhalb der Original-Matrix auf die 25 Buchstaben A bis Y (ohne Z) zu beschränken. Ein Zygalski-Lochblatt hatte somit horizontal und vertikal tatsächlich jeweils 26+25 oder 51 Buchstaben und in Summe 51·51 oder 2601 Koordinatenschnittpunkte.
Untersuchte man nun einen falschen der 156 möglichen Fälle als angenommene Walzenlage und Walzenstellung der linken Walze, so verschwanden nach und nach mit Übereinanderlegen mehrerer Blätter alle Löcher und keins blieb frei übrig. Die Kryptoanalytiker nutzen dazu einen Leuchttisch, der ihnen die Arbeit erleichterte. Für den Fall aber, dass genau der richtige der 156 Fälle vorlag, blieb ein Loch hell, egal wie viele weitere Funksprüche sie auswerteten und entsprechend weitere Lochblätter entsprechend verschoben übereinandergelegt wurden. Dies war die gesuchte Lösung und zeigte die von den Deutschen gewählte Walzenlage und Walzenstellung an.

## Ende
Mit Inbetriebnahme der Walzen IV und V am 15. Dezember 1938 erhöhte sich die Anzahl der möglichen Walzenlagen von sechs auf sechzig (= 5·4·3). Dies bedeutete, dass statt 156 Lochblättern nun plötzlich die zehnfache Anzahl erforderlich war, um die deutschen Schlüssel zu erschließen. Dies überstieg die polnischen Fertigungskapazitäten und die Enigma war (mit Ausnahme von Tagen, an denen keine der beiden neuen Walzen benutzt wurde) wieder sicher.
Im Sommer 1939 entschloss sich die polnische Führung, angesichts der Lage und der drohenden Gefahr, ihr gesamtes kryptanalytisches Wissen zur erfolgreichen Entzifferung der Enigma an ihre französischen und britischen Verbündeten zu übergeben. Am 26. und 27. Juli 1939, also kurz vor dem deutschen Überfall auf Polen, kam es zum legendären Pyry-Geheimtreffen französischer, britischer und polnischer Codeknacker im Kabaty-Wald von Pyry, knapp 20 km südlich von Warschau, bei dem die Polen den verblüfften Briten und Franzosen ihre kryptanalytischen Methodiken und Vorrichtungen, speziell auch die Zygalski-Lochblätter, erläuterten und überließen.
Die Zygalski-Lochblätter wurden nicht nur von den polnischen Kryptoanalytikern des BS während ihrer Zeit in Polen gegen die deutsche Maschine eingesetzt, sondern auch nach Beginn des Zweiten Weltkriegs in ihrem neuen Standort „PC Bruno“ im französischen Exil. Die britischen Codebreakers von Bletchley Park fertigten Ende 1939 unter Leitung von John Jeffreys für alle 60 Walzenlagen zwei komplette Sätze Zygalski sheets an, wie sie sie auf Englisch nannten. Gebräuchlich war auch, sie als Perforated sheets (deutsch: „Lochblätter“) oder kurz mit dem deutschen Wort „Netz“ (von „Netzverfahren“) zu bezeichnen. Den kryptanalytischen polnischen Fachbegriff samiczkami (deutsch „Weibchen“) übertrugen die Briten ebenfalls ins Englische und nannten es females. Die Herstellung der Zygalski sheets dauerte bis ins neue Jahr und wurde endlich am 7. Januar 1940 abgeschlossen. Laut Gordon Welchman hat Alan Turing am 17. Januar 1940 einen Satz dieser Blätter mit nach Frankreich genommen und den polnischen Kryptoanalytikern übergeben. Auf Nachfrage von Zygalski, der sich über die seltsame Lochgröße von ungefähr 8,5 mm wunderte und deshalb „seine“ Blätter fast nicht wiedererkannte, antwortete Turing lachend: „That's perfectly obvious. It's simply one third of an inch.“ (deutsch: „Das ist doch ganz klar. Es ist einfach ein Drittel eines Zolls.“)
Mit Änderung der deutschen Verfahrensvorschrift und Fallenlassen der Spruchschlüsselverdopplung am 1. Mai 1940 wurden die Zygalski-Lochblätter schlagartig nutzlos.